# 코게빵
코게빵(일본어: こげぱん)은 일본의 캐릭터 회사 San-X에서 제작한 캐릭터이다. 캐릭터 원안은 미키 타카하시이다. 코게빵이라는 이름은 일본어로 '탄빵', '불에 타게 되어서 못 먹는 빵'이라는 뜻이다.

## 소개
둥글게 생긴 얼굴에 텅 비어있는 두 눈동자가 있고 온 몸이 푸석하고 새까맣게 타보이는 빵이다. 본래는 홋카이도산(産) 팥이 들어가있는 팥빵이었는데 원래는 보통 빵처럼 먹음직한 엘리트 팥빵으로 태어날 예정이었으나 막판에 제빵사가 화덕에서 빵틀을 꺼낼 때 실수로 빵을 화덕 속에 떨어뜨리게 되어서 오랜시간동안 갇혀있다가 결국 푸석하고 새까맣게 탄 빵이 되었던 것으로 나온다. 온 몸이 탔기 때문에 탄내가 나는 연기가 있는 편으로 코게빵은 그 연기를 구수한 냄새로 인식하고 있다.

## 성격
늘 쪼그리고 앉으며 멍하니 하늘을 쳐다보는 듯한 성격이 있으며 늘 텅 빈 눈동자에 무표정한 표정을 지으며 한숨을 내쉬고 탄식을 할 때가 많다. 그래도 같은 처지에 있는 탄빵들이 있어서 그들과 자주 동병상련으로 대화를 나누는 편이다. 우유를 마시면 취하는 특징이 있다. 

## 애니메이션
2001년에 애니메이션으로 제작된 적이 있다. 

## 캐릭터
- 코게빵 - 본작의 주인공 캐릭터. 본래는 팥이 들어간 팥빵이며 엘리트급 빵이 되려고 했지만 막판에 제빵사가 빵틀을 화덕에서 꺼낼 때 실수로 떨어뜨려서 오랜시간 동안 화덕 속에 갇혀있다가 푸석하고 새까맣게 타버린 빵이 되었다. 늘 쪼그리고 앉으며 자신을 탄식하는 일이 있고 같은 처지의 탄빵들과 대화를 나눈다. 애니메이션 성우는 마야마 아코

- 크림빵 - 코게빵과 같은 탄빵으로 머리에 우유로 만든 생크림이 얹어져 있지만 빵은 물론 크림까지 타버려서 못 먹는 빵이 되었다. 코게빵과 대화를 나누기도 한다. 애니메이션 성우는 이시다 아키라

- 초코빵 - 코게빵과 같이 시커멓게 타서 못 먹게 된 초코빵으로 머리에 초콜릿 크림이 있지만 이것도 타버려서 먹을 수 없게 된 수준. 탄빵들 중 어리광이 심하고 수줍음이 많아서 상대방을 꺼리는 편이며 툭하면 코게빵에게 달라붙는다.
- 마요네즈빵 - 코게빵과 생김새가 비슷하지만 머리에 하얀 마요네즈가 얹어져 있는 탄빵. 우유부단한 성격에 조급한 성격이어서 판단력이 없고 애매한 구석이 있다.
- 프랑스빵 - 머리가 길어보이는 프랑스풍 바게뜨빵으로 머리가 길고 커서 걸을 때 뒤뚱거리는 때가 많아서 자주 넘어지는 편이며 머리가 한쪽으로 쏠린 탓에 똑바로 서지 못하는 편이다. 늘 가만히 있거나 기립할 때가 많은 편.
- 스틱빵 - 탄빵들 중 유일하게 키가 커보이는 키다리빵. 키가 커보이는 탓에 눈이 보이지 않아서 다른 탄빵들과도 마주한 적이 없을 정도로 수수께끼가 많은 빵이다.
- 깜장빵  - 코게빵보다 더 타버려서 아예 숯덩이빵으로 전락하여 세상에 나오게 된 빵. 코게빵보다 성격도 자포자기하고 우울한 면이 많으며 말수가 없는 편이다. 코게빵과 같은 팥빵으로 추정되고 있지만 자세한 것은 불명. 마음이 내키면 긴 이야기를 해 주는 경우도 있다. 애니메이션 성우는 쿠지라
- 예쁜빵 - 탄빵들과는 달리 잘 구워져서 세상에 나오게 된 엘리트빵들. 팥빵, 크림빵, 흑설탕빵이 있으며 팥빵의 경우 코게빵과 한때 동족이었던 것으로 추정되고 있다. 흑설탕빵의 경우 처음에는 코게빵이 탄빵으로 오인하였으나 사실은 흑설탕으로 만든 갈색 표면 때문에 착각하게 된 것. 온순하고 밝아보이는 성격들이라 탄빵들과는 달리 늘 밝은 표정들이다. 가끔 탄빵들에게 비수를 꽂는 역할을 하기도.
- 딸기빵 - 생딸기로 만든 분홍색 빵으로 봄철에 한정하여 나오는 빵이다. 새콤달콤한 향기를 가지고 있고 사랑스러운 모습이지만 성격은 드센 편. 애니메이션 성우는 오리카사 후미코